# Brown-Nunatakker
Die Brown-Nunatakker sind drei bis zu 755 m hohe Nunatakker im westantarktischen Queen Elizabeth Land. Sie ragen 1,5 km nordwestlich des Walker Peak am südwestlichen Ausläufer des Dufek-Massivs in den Pensacola Mountains auf.
Der United States Geological Survey kartierte sie anhand eigener Vermessungen und Luftaufnahmen der United States Navy aus den Jahren von 1956 bis 1966. Das Advisory Committee on Antarctic Names benannte sie 1968 nach dem US-amerikanischen Ionosphärenforscher John B. Brown (1926–2006), der 1957 zur Überwinterungsmannschaft auf der Ellsworth-Station gehörte.